# Bancassurance
 (septembre 2014).
 (décembre 2009).
Si vous disposez d'ouvrages ou d'articles de référence ou si vous connaissez des sites web de qualité traitant du thème abordé ici, merci de compléter l'article en donnant les références utiles à sa vérifiabilité et en les liant à la section « Notes et références ».
Le néologisme bancassurance désigne une notion pouvant être interprétée de diverses façons. On n'en trouve pas de définition claire ni dans la pratique ni dans la théorie. 
On peut en principe définir la bancassurance soit d’un point de vue fonctionnel soit d’un point de vue institutionnel. 
- Le premier s’entend comme des services financiers intégrant des produits de la banque et de l’assurance : par exemple la souscription d'assurance des moyens de paiement (perte de carte, de chéquier…) ou l'assurance de perte de revenus (chômage, invalidité…) associée à la tenue d'un compte courant.
- Le second concerne la manière dont est organisée la collaboration entre la banque et l’assurance ou d’autres organismes non bancaires. Cela se traduit de plus en plus par la création ou l'achat de sociétés d'assurances par des groupes bancaires, et en sens inverse par la diversification de groupes d'assurance dans la banque. La plupart des banques aujourd'hui proposent des produits d'assurance classiques (IARD et de complémentaire santé) et la plupart des assureurs offrent désormais des services bancaires (tenue de compte, moyens de paiement, crédit…).

Dans le domaine de la bancassurance, on parle de « conseillers en bancassurance » ou de « bancassureurs ».

## L’évolution
Depuis longtemps les produits d'assurance-vie étaient proposés à la fois par les banquiers et les assureurs, mais ce sont les groupes bancaires qui ont cherché les premiers à se diversifier en proposant des produits d'assurance classiques (IARD…). Certains ont même utilisé le néologisme bancassurance comme marque commerciale.
Les premiers bancassureurs font leur apparition dans les années 70 d'abord en France et en Espagne.
La diffusion du concept s'est notablement accélérée en France du fait du rapprochement du GAN et du CIC sous l'impulsion de François Heilbronner, à la fin des années 80.
Plus récemment, ce sont cette fois les groupes d'assurance qui se diversifient à leur tour en proposant des services bancaires et on a pu voir apparaître alors les néologismes assurbanque et assurfinance.
Le processus s'est accéléré par des prises de contrôle de sociétés d'assurances par des banques et des banques par des sociétés d'assurance, ou encore par la création de filiales associant les différents métiers. Combiné avec d'autres activités financières (opérations de marché, ingénierie financière…) cela a abouti à la création de groupes financiers à la fois très importants et diversifiés, parfois qualifiés de supermarchés financiers.
Cependant, à ce stade d'évolution, subsiste un retard considérable dans les pays en développement par rapport aux pays développés[non neutre]. [réf. nécessaire] Dans la plupart des pays du tiers monde, les deux secteurs (assurance et banque) sont encore en voie de (re)structuration, ce qui laisse présager un énorme potentiel de développement. [réf. souhaitée]

## Motivations pour le rapprochement des deux activités
Assurance et banque ont un point commun évident : l'une comme l'autre manipulent la monnaie ; passer d'une activité à l'autre a toujours été une possibilité parfois explorée. Mais jusqu'à très récemment, les deux métiers restaient suffisamment différents pour qu'une union soit peu intéressante. On se contentait, éventuellement, de nouer des partenariats, les banques (dont le réseau d'agences était plus développé) orientant leurs clients vers une compagnie d'assurance. 
L'informatisation et la mise en place de la monétique ont constitué, pour les banques, un choc important. Plutôt que de licencier massivement du personnel devenu inutile mais dont le dévouement ou la compétence n'étaient pas en cause, elles ont fait le choix d'élargir leur palette d'activité. Ajouter une activité d'assurance leur permettait d'utiliser le même réseau d'agences pour mieux le rentabiliser, vendre plus de produits à chaque client (vente croisée : par exemple une assurance en même temps qu'un crédit logement ou automobile), proposer des produits combinant les deux techniques (épargne sous forme d'assurance vie...), gérer une plus grande quantité d'argent… 
Cette évolution se fait au détriment des assurances, doublement perdantes : non seulement elles perdent le partenariat d'une banque, mais en plus leur ancien partenaire leur fait maintenant concurrence. Et, pratiquement dépourvu de réseau, elles peuvent difficilement en créer un pour développer, à leur tour, une activité de banque de dépôt. Néanmoins, Internet a multiplié les possibilités de la banque à distance et cela leur est maintenant possible. 
Certains usagers préfèrent continuer à gérer séparément banque et assurance, mais d'autres peuvent trouver plus pratique de n'avoir qu'un seul interlocuteur, ou plus avantageux des produits financiers « tout-en-un ». 
Il y a aussi des inconvénients. Du côté légal, les deux secteurs se voient appliquer des règles distinctes : exercer les deux métiers signifie donc être capable de gérer une double contrainte, spécialement pour les produits relevant des deux secteurs à la fois, ainsi que pour les règles prudentielles. En revanche, les autorités de surveillance ont été fusionnées au sein de l'Autorité de contrôle prudentiel (ACP), ce qui règle le problème de l'éclatement précédent de la surveillance des banques et assurances (en quatre autorités au total). D'un simple point de vue pratique, le système de gestion interne doit être capable de bien séparer les opérations (car, même si pour l’usager il n'y a qu'un interlocuteur, il s'adresse en fait à des entités juridiquement distinctes, par exemple sous forme de filiales), et surtout les conseillers de clientèle doivent savoir jongler avec une gamme de produits très divers et complexes.

## Structuration
Les sociétés de bancassurance sont adhérentes du groupement français des bancassureurs (GFBA) : les assurances du Crédit mutuel, Barclays vie, BNP Paribas Cardif, BPCE Assurances IARD, Crédit agricole assurances, HSBC Assurances, la Banque postale, Natixis assurances, Neuflize Vie, Prépar-Vie, Sogécap et Sogessur (Société générale), Suravenir et CNP Assurances.